# Georg Stumme
Georg Stumme (29 juillet 1886 à Halberstadt - 24 octobre 1942 à El-Alamein en Égypte) est un General der Panzertruppe allemand qui a servi au sein de la Heer dans la Wehrmacht pendant la Seconde Guerre mondiale.
Il est connu pour sa participation en tant que commandant en chef de l'Afrikakorps à la seconde bataille d'El Alamein.
Il a été récipiendaire de la Croix de chevalier de la Croix de fer. Cette décoration est attribuée pour récompenser un acte d'une extrême bravoure sur le champ de bataille ou un commandement militaire avec succès.

## Biographie
Le 19 mars 1906, il entra comme Fahnenjunker au 57e régiment d'artillerie de campagne. Quand éclata la Première Guerre mondiale, il était Oberleutnant et il fut promu capitaine le 18 octobre 1915. Dans ce grade, il servit comme chef de batterie et officier d’état-major général. Après la fin de la guerre, il fut repris par la Reichswehr où il travailla d’abord à l’état-major général de la 3e division de cavalerie d’abord à Cassel, puis à Weimar à partir de mai 1925 après qu’il y eut été transféré. Il fut promu major le 1er octobre 1926. Le 10 février 1930, il est muté à l’état-major du 2e régiment (prussien) de cavalerie  à Osterode. Promu lieutenant-colonel le 1er février 1931, il fut affecté le 1er octobre 1931 au commandement du 1er Régiment (prussien) de cavalerie  à Tilsit.
Après 1933, il monta de grade à plusieurs reprises, mais resta dans la cavalerie. Ce n’est qu’en 1938 qu’il passa à l’arme blindée et commanda la 2e Division légère qui venait d’être créée et qu’il commanda également pendant la campagne de Pologne. 
Nommé général de corps d'armée, il dirige le 40e Corps qui envahit la Yougoslavie et prend notamment Belgrade avant de combattre en Grèce. Il prend part ensuite à l'opération Barbarossa. Il participe en 1942 à la progression sur Stalingrad mais des plans lui appartenant sont capturés par les Soviétiques en juin ; il est condamné à 5 ans de prison par une cour martiale. Finalement, le général von Bock obtient sa libération et il est envoyé en Afrique du Nord. Le général Erwin Rommel étant malade, il le remplace provisoirement au tout début de l'opération Lightfoot. Alors qu'il visite le front, son véhicule est attaqué par un bombardier, une bombe l'aurait projeté hors de son véhicule et il meurt d'une crise cardiaque. Peu de temps après, Rommel revient en Afrique reprendre son commandement.

## Promotions
| Fahnenjunker           | 19 mars 1906                                                      |
| Leutnant               | 16 août 1907                                                      |
| Oberleutnant           |                                                                   |
| Hauptmann              |                                                                   |
| Major                  |                                                                   |
| Oberstleutnant         | 1er février 1931                                                  |
| Oberst                 | 1er août 1933                                                     |
| Generalmajor           | 1er août 1936                                                     |
| Generalleutnant        | 1er avril 1938                                                    |
| General der Kavallerie | 1er juin 1940 (redésigné General der Panzertruppe le 4 juin 1941) |

## Décorations
- Croix de fer (1914)[1]
  - 2e Classe
  - 1re Classe
- Insigne des blessés (1914)[1]
  - en Noir
- Croix pour services rendus pendant la guerre (Saxe-Meiningen)[1]
- Croix d'honneur
- Agrafe de la Croix de fer (1939)
  - 2e Classe
  - 1re Classe
- Médaille de service de la Wehrmacht
- Croix de chevalier de la Croix de fer
  - Croix de chevalier le 19 juillet 1940[2]